# デジタル連峰
『デジタル連峰』（ - れんぽう）は、NHK富山放送局で、2004年10月1日から放送されている地域情報番組。

## 概要
- 「デジタル連峰」は、「立山連峰」にかけている。
- それまで富山放送局の夕方のローカル枠は、17時台の情報番組「とやま 夢・航海」（2002年4月 - 2006年3月）と18時台のローカルニュース番組「イブニングアクセス富山」（2004年4月 -）の2番組が放送されていたが、2004年10月の地上デジタル放送開始を機に、それぞれの番組のスタイルはそのままに、17時台と18時台を一体化させた複合型ローカルワイド番組としてスタートした。

しかし2006年3月10日に「とやま　夢・航海」が終了し、17時台のローカル枠から事実上撤退（同年4月3日以降17:50からの「ゆうどきネットワーク富山」として残る）したため、「デジタル連峰」のタイトルは残ったものの、18時台の「イブニングアクセス富山」のみとなったため、複合型ローカルワイド番組としての「デジタル連峰」は、2006年3月10日で終了したと言える。
なお「ゆうどきネットワーク富山」は、「デジタル連峰」枠には含まれていない。

## 放送時間の変遷
いずれも平日の放送で、祝日は休止。2006年3月10日までは国会・大相撲・高校野球中継時は、休止または時間短縮。
- 2004年10月1日 - 2006年3月10日

17:10 - 19:00（17:10 - 18:00「とやま 夢･航海」、18:00 - 18:10「NHKニュース」、18:10 - 19:00「イブニングアクセス富山」）
- 2006年3月13日 - 現在

18:10 - 19:00（「イブニングアクセス富山」のみに縮小）

## 出演者
- 松井治伸
- 田村典子

ほか